# Word of the Voice
Word of the Voice è un brano musicale del gruppo musicale giapponese Flow, pubblicato come loro quindicesimo singolo il 4 giugno 2008, ed incluso nell'album Isle. Il singolo ha raggiunto la quindicesima posizione della classifica Oricon dei singoli più venduti in Giappone, vendendo 14 551 copie. Il brano è stato utilizzato come sigla dell'anime Persona -trinity soul-.

## Tracce
CD Singolo KSCL-1255
1. WORD OF THE VOICE
2. ESCA
3. Always
4. WORD OF THE VOICE -Instrumental-
5. WORD OF THE VOICE -PERSONA Opening Mix-

## Classifiche
| Classifica (2008) | Posizione più alta |
| ----------------- | ------------------ |
| Giappone (Oricon) | 15                 |